# Brachymenium leucotrichum
Brachymenium leucotrichum är en bladmossart som beskrevs av C. Müller 1875. Brachymenium leucotrichum ingår i släktet Brachymenium och familjen Bryaceae. Inga underarter finns listade i Catalogue of Life.